# كولن كامبل (مخرج سينمائي)
كولن كامبل (بالإنجليزية: Colin Campbell)‏ (و. 1859 – 1928 م) هو كاتب سيناريو، ومخرج سينمائي، وممثل، من الولايات المتحدة الأمريكية، ولد في اسكتلندا، توفي في هوليوود، كاليفورنيا، عن عمر يناهز 69 عاماً.

## أعمال بارزة
من أهم أعماله:
- Shotgun Jones.

## وصلات خارجية
- كولن كامبل على موقع IMDb (الإنجليزية)
- كولن كامبل على موقع أول موفي (الإنجليزية)
- كولن كامبل على موقع قاعدة بيانات الأفلام السويدية (السويدية)
- كولن كامبل على موقع قاعدة بيانات الفيلم (الإنجليزية)
- كولن كامبل على موقع كينوبويسك (الروسية)